# Географія Африки

## Геологія
Геологічна будова Африки нескладна. Майже весь материк Африка являє собою древню платформу, на якій після протерозойської ери горотворні процеси не відбувалися. Лише на північній та південній окраїнах материка розташовані молоді гірські системи (Атлаські, Капські гори). В основі африканської платформи залягає комплекс докембрійських кристалічних порід, зібраних у складки і прорваних різними за віком інтрузіями гранітів, гранодіоритів, габро тощо. Палеозойські породи залягають на докембрії, місцями на кислих лавах і представлені комплексом пісковиків, сланців, доломітизованих вапняків та інших порід. Породи палеозою слабо дислоковані. Протягом палеозойської ери африканська платформа була внутрішньою частиною великого південного континенту, відомого під назвою Гондвани. Мезозойська серія порід представлена континентальними утвореннями, складеними з різних пісковиків, глин, мергелів та ін. Мезозойська товща порід збагачена підземними водами, особливо в Сахарі. Палеогенові і неогенові відклади поширені головним чином на південь від екватора і представлені еоценовими вапняками та континентальними і лагунними відкладами. Визначним геологічним явищем на африканському континенті є грандіозні розломи, розташовані в східній частині.
Майже вся Африка, крім Атлаських гір на північному заході і Капських гір на крайньому півдні, являє собою стародавню платформу, що включає також Аравійський півострів і острів Мадагаскар із Сейшельськими островами. Фундамент цієї Африкансько-Аравійської платформи, складений породами докембрію, здебільшого складчастими і метаморфізованими, виступає у багатьох районах Африки — від Антиатласу і Західної Аравії до Трансваалю. У складі фундаменту відомі породи усіх вікових підрозділів докембрію — від нижнього архею (понад 3 млрд років) до верхів протерозою. Консолідація більшої частини Африки завершилася до середини протерозою (1,9-1,7 млрд років тому); у пізньому протерозої розвивалися лише периферичні (Мавритано-Сенегальська, Аравійська) і деякі внутрішні (Угарта-Атакорська, Західно-Конголезька, Намакваленд-Кібарська) геосинклінальні системи, і до початку палеозою вся площа сучасної платформи була стабілізована.
На ділянках ранньої консолідації відклади пізнього, а місцями навіть раннього або середнього протерозою уже відносяться до платформного чохла. Породи раннього докембрійського фундаменту представлені різними кристалічними сланцями, гнейсами, метаморфізованими вулканічними утвореннями, які на значних площах заміщені гранітами. Для них характерні родовища залізних руд, золота (у зв'язку з гранітами), хромітів (в ультраосновних породах). Великі скупчення золота й уранових руд відомі в уламкових породах основи осадового чохла на півдні Африки. Більш молоді, слабо метаморфізовані породи верхнього протерозою вміщують поклади олов'яних, вольфрамових (у гранітах або поблизу них), мідних, свинцевих, цинкових і уранових руд.
До початку ери відносяться потужні вулканічні виливи і виверження основної (базальтової) магми, найбільше поширені у Південній Африці, але ще зустрічаються і на заході Північної Африки. До цього ж часу (кінець юри) відноситься оформлення сучасних контурів Африки, пов'язане з опусканням по розривах дна Індійського й Атлантичного океанів і утворенням системи периокеанічних прогинів, що містять значні поклади нафти і газу (Нігерія, Габон, Ангола й ін.). Мадагаскар відокремився від континенту наприкінці палеозою. У цей же час відбувається інтенсивне занурення сучасного узбережжя Тунісу, Лівії з утворенням покладів нафти у крейдових і еоценових відкладах. У середині і кінці крейди значна трансгресія охопила Сахарську плиту: виникли морські протоки, що з'єднали Середземне море з Гвінейською затокою і проіснували до середини еоцену.

### Корисні копалини
Мінеральні багатства Африки, що пов'язані головним чином з докембрійськими утвореннями, представлені значними родовищами золота, олова, молібдену, хромітів, азбесту, торію, вольфраму, урану та алмазів. Гнейсова товща Африки багата на графіт, особливо на острові Мадагаскар. Кембрійські утворення дуже багаті на родовища мідянистих пісковиків (район Демократичної Республіки Конго, Зімбабве), які містять також кобальт і уран. Значні родовища урану відомі в Південній Африці. З покладами верхнього палеозою та мезозою пов'язані родовища вугілля. У Демократичному Конго і Південній Африці в мезозойських кімберлітах містяться кристали алмазів. За добуванням алмазів Африка займає друге місце у світі після Росії. В останні роки виявлено значні родовища нафти і горючого газу в Сахарі, Алжирі, Марокко, Тунісі, Анголі, Камеруні, Єгипті та Нігерії. В крейдових і палеогенових відкладах Північної Африки відомі багаті родовища фосфоритів.
Африка має великі запаси залізних руд (загальні запаси оцінюються приблизно у 16-23 млрд т), марганцевих руд (близько 400 млн т), хромітів (500—700 млн т), бокситів (3,3 млрд т), міді (достовірні і ймовірні запаси близько 48 млн т), кобальту (0,5 млн т), фосфоритів (26 млрд т), олова, сурми, літію, урану, азбесту, золота (Африка дає близько 80 % сумарного видобутку), платини і платиноїдів (близько 60 % видобутку), алмазів (98 % видобутку). Після Другої Світової Війни на території Африки (переважно в Алжирі, Лівії і Нігерії) виявлені великі запаси нафти (загальні запаси оцінюються в 5,6 млрд т) і природного газу.

## Рельєф
Суцільний континент (острови і півострови — близько 5 % території) із значним середнім підвищенням поверхні над рівнем моря, з півночі обмежений горами Атлас, з півдня — Капськими і Драконовими горами; понад 70 % поверхні розташовано на висоті 300—2000 м; середня висота 658 м; найвища точка — вулкан Кібо в масиві Кіліманджаро (5895 м), найнижча — западина озера Ассаль (153 м нижче рівня моря); розлогі низовини (долина річки Конго, пустеля Калагарі), переділені гірськими масивами і височинами Агаґґар, Тібесті; на сході Африки — Східно-Африканська рифова система.
Рельєф Африки дуже одноманітний, переважають рівнини та плоскогір'я. Пересіч. висота А. 750 м, при цьому сх. і пд. частини А. більш підвищені. Так, у пн., широкій частині А. переважають висоти 200—500 м над рівнем моря, на південь від 10° пд. ш.— 1000—2000 м, на Сх., в межах Східно-Африканського нагір'я, — понад 3000 м. Більша частина А. довгий час залишалася сушею, на поверхні її відбувалися інтенсивні процеси вивітрювання, тому великого поширення набули пенеплени, столові форми поверхні, ступінчасті плато "і нагір'я — зденудовані виступи кристалічного фундаменту (Абісинське, Ахаггар та ін.). Між ними лежать великі улоговини — прогини фундаменту, заповнені продуктами вивітрювання (западини Калахарі, Конго, Чад). Протягом мезозою, палеогену і неогену в Сх. А. (від гирла р. Замбезі до Суецької зат.) утворилася найбільша у світі система розколів і грабенів, на місці яких виникло Червоне м., більшість озер Сх. А. та западина пустелі Данакіль, а також великі базальтові плато на Абісинському нагір'ї. Вздовж системи грабенів розташовані згаслі та діючі вулкани А. Найвища вершина африканського материка — згаслий вулкан Кіліманджаро (5896 м). Часті сильні землетруси свідчать про активність тектонічних процесів у цих районах. До старод. масиву на Пн. А. прилягають молоді гори Атлас. Пд. окраїна материка облямована Капськими горами, які виникли на початку мезозою. На Пн. від цих гір простягається «Великий Уступ», його найвищою частиною є Драконові гори.

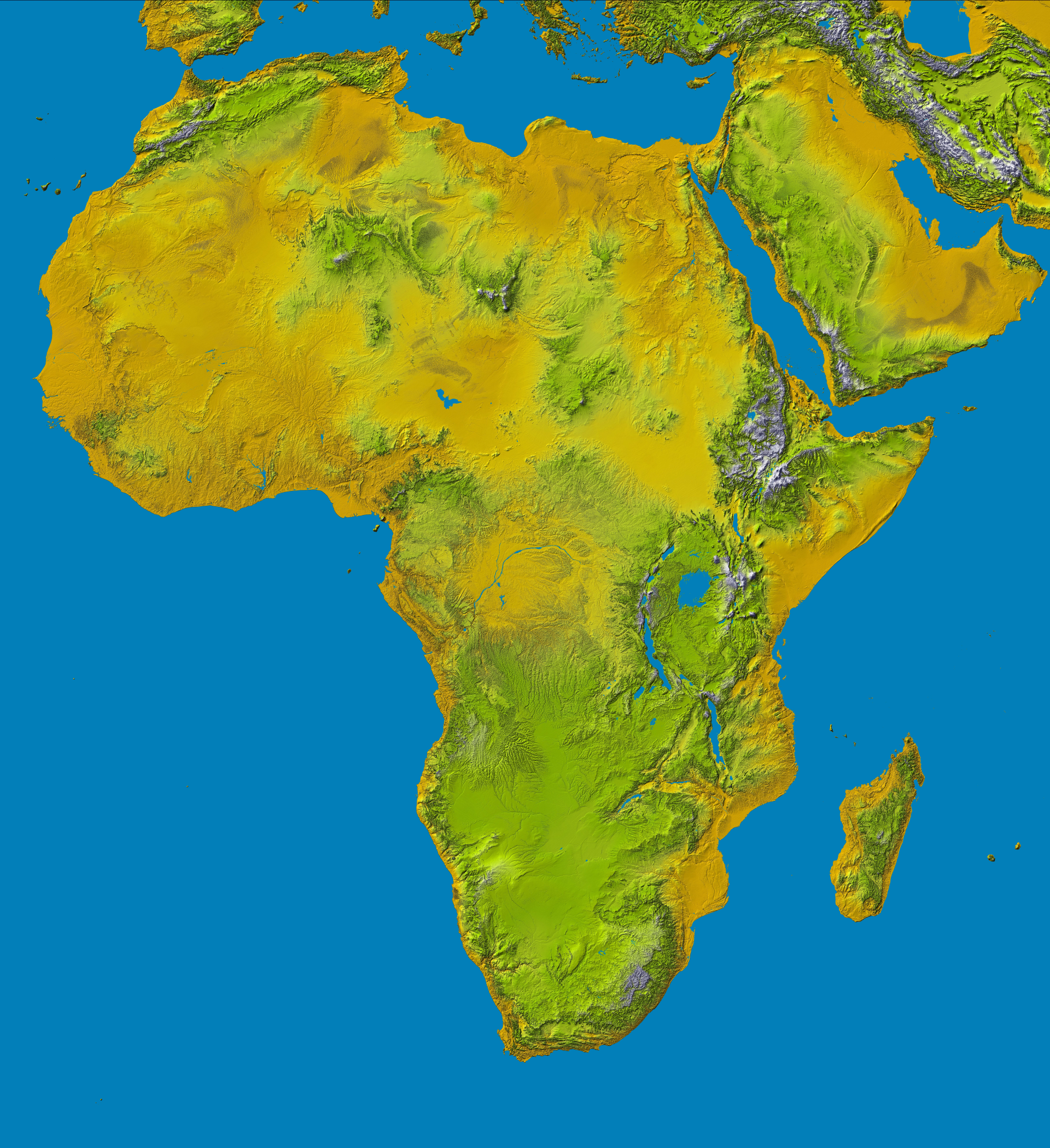
Топографічна мапа Африки

У рельєфі Африки переважають рівнини, плато і плоскогір'я, що лежать на висоті 200—500 м над рівнем моря (39 % площі) і 500—1000 м над рівнем моря (28,1 % площі). Низовини займають лише 9,8 % площі, головним чином уздовж прибережних окраїн. За середньою висотою над рівнем моря (750 м) Африка поступається лише Антарктиді і Євразії. Майже всю Африку на північ від екватора займають рівнини і плато Сахари і Судану, серед яких у центрі Сахари піднімаються нагір'я Ахаггар і Тібесті (гора Емі-Куси, висота 3415 м), у Судані — плато Дарфур (гора Мара, 3088 м). На північному заході над рівнинами Сахари піднімаються Атлаські гори (гора Тубкаль, 4165 м), на сході уздовж Червоного моря простягається хребет Етбай (гора Ода, 2259 м). Рівнини Судану з півдня обрамлені Північно-Гвінейською височиною (гора Бинтимані, 1948 м) і плоскогір'ям Азанде; зі сходу над ними піднімається Ефіопське нагір'я (гора Рас-Дашан, 4620 м). Воно круто обривається до западини Афар, де знаходиться найглибша западина Африки (озеро Ассаль, 150 м).

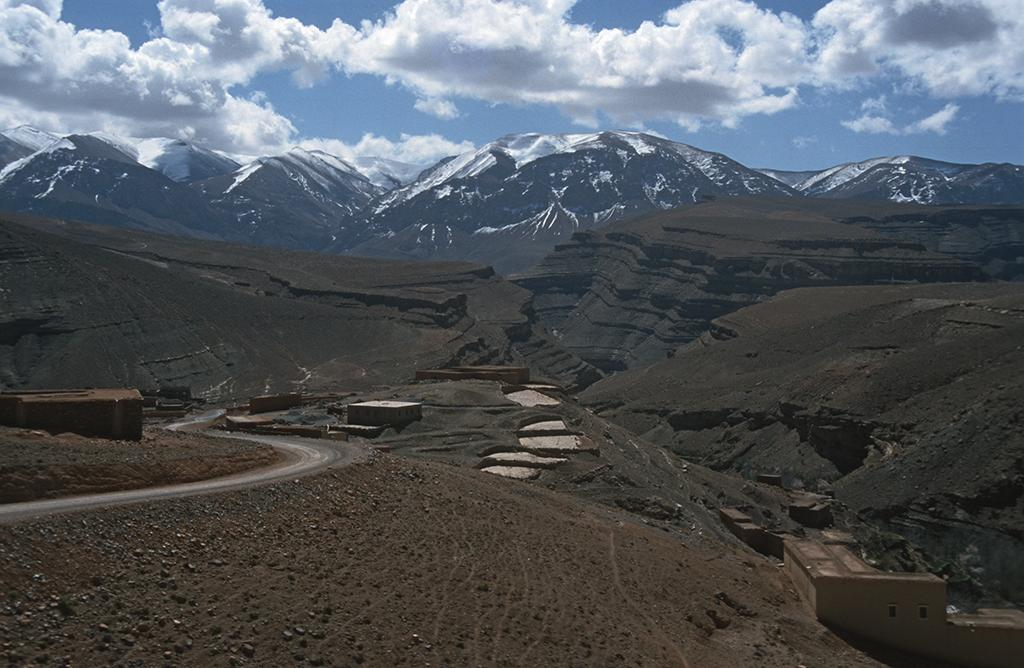
Атлаські гори
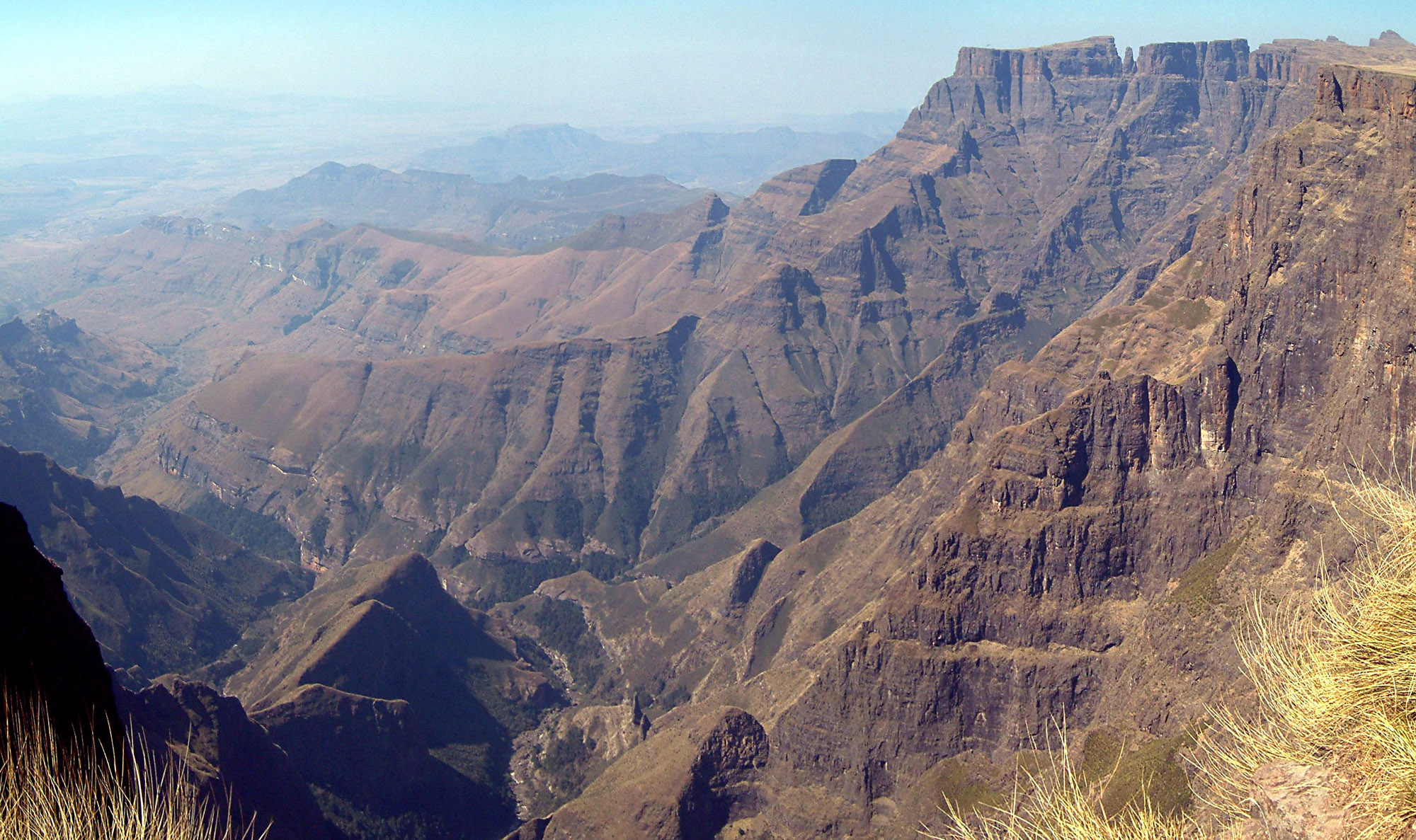
Драконові гори
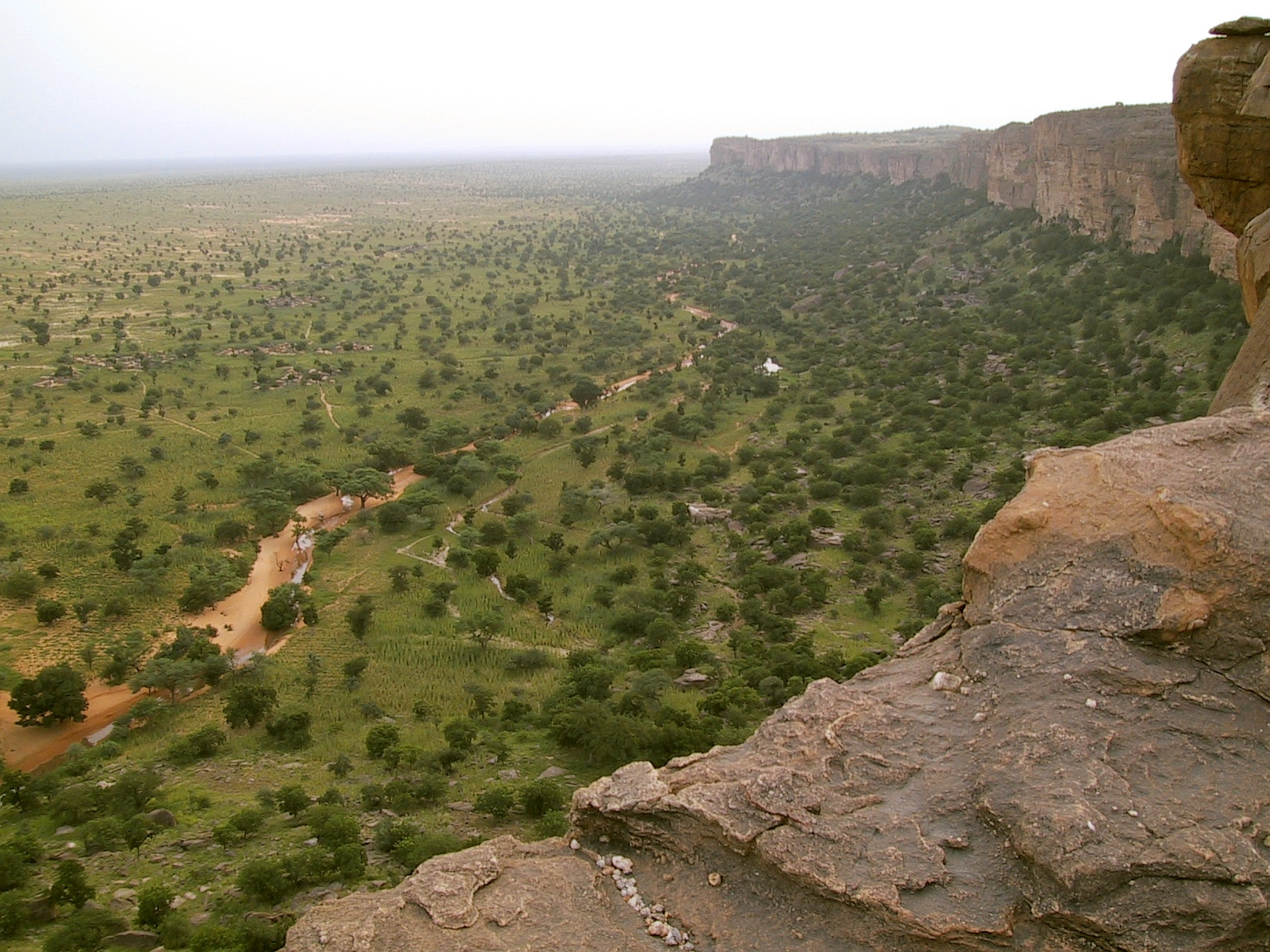
Скеля Бандіагара, Малі

За плоскогір'ям Азанде лежить западина Конго, обмежена з заходу Південно-Гвінейською височиною, з півдня — плоскогір'ям Лунда-Катанга, зі сходу — Східно-Африканським плоскогір'ям, на якому височать найвищі вершини Африки — гора Кіліманджаро (5895 м), гора Рувензорі (5109 м). Південну Африку займають високі рівнини Калахарі, облямовані з заходу плоскогір'ями Намакваленд, Дамараленд, Каоко, зі сходу — Драконовими горами (гора Табана-Нтленьяна, 3482 м). Уздовж південної окраїни материка простягаються середньовисотні Капські гори. Перевага на материку вирівняного рельєфу зумовлена його платформною структурою. У північно-західній частині Африки з глибоким заляганням фундаменту і широким розвитком осадового чохла переважають висоти менше 1000 м (Низька Африка); на південному заході Африки характерні висоти понад 1000 м (Висока Африка). Прогинам і виступам Африканської платформи відповідають великі западини (Калахарі, Конго, Чадська та інші).

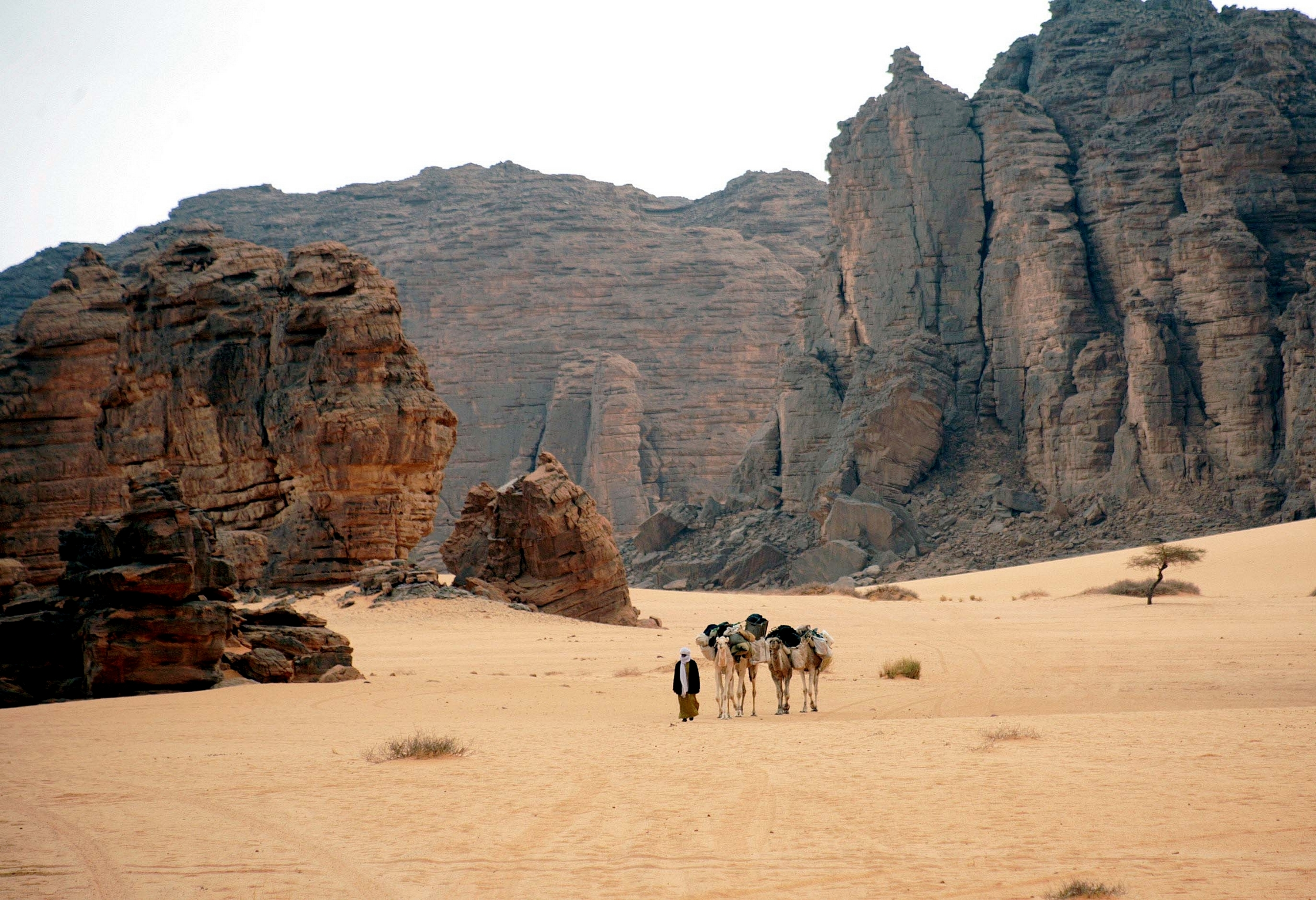
Пустеля Сахара, Тассілі
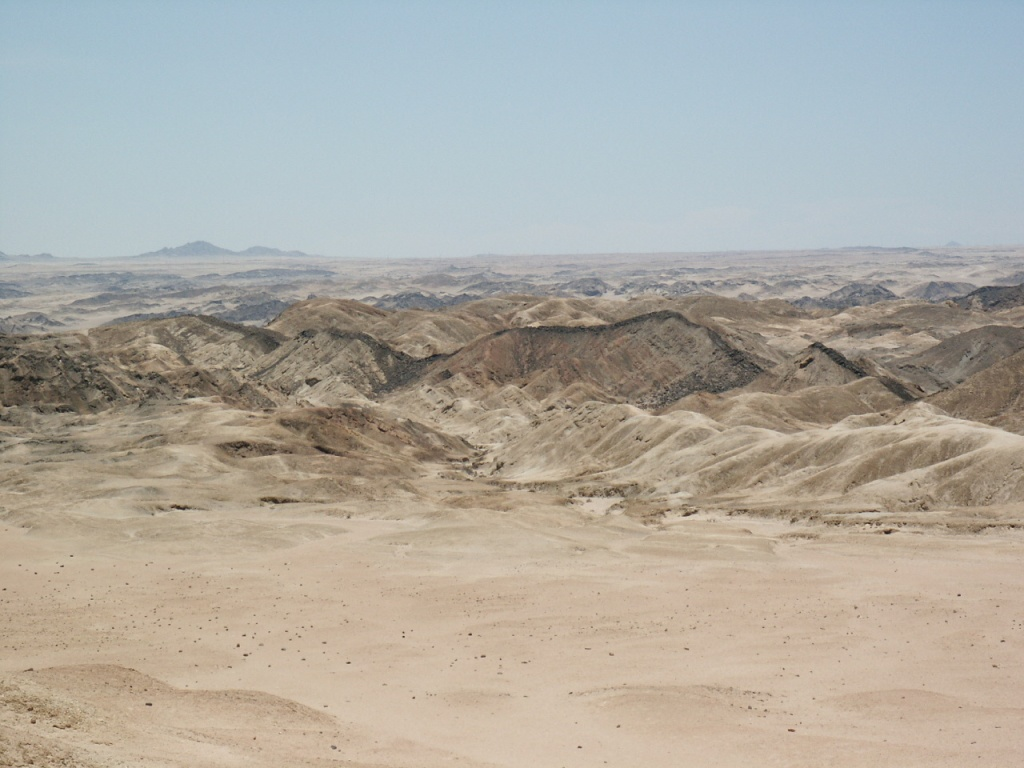
Пустеля Наміб
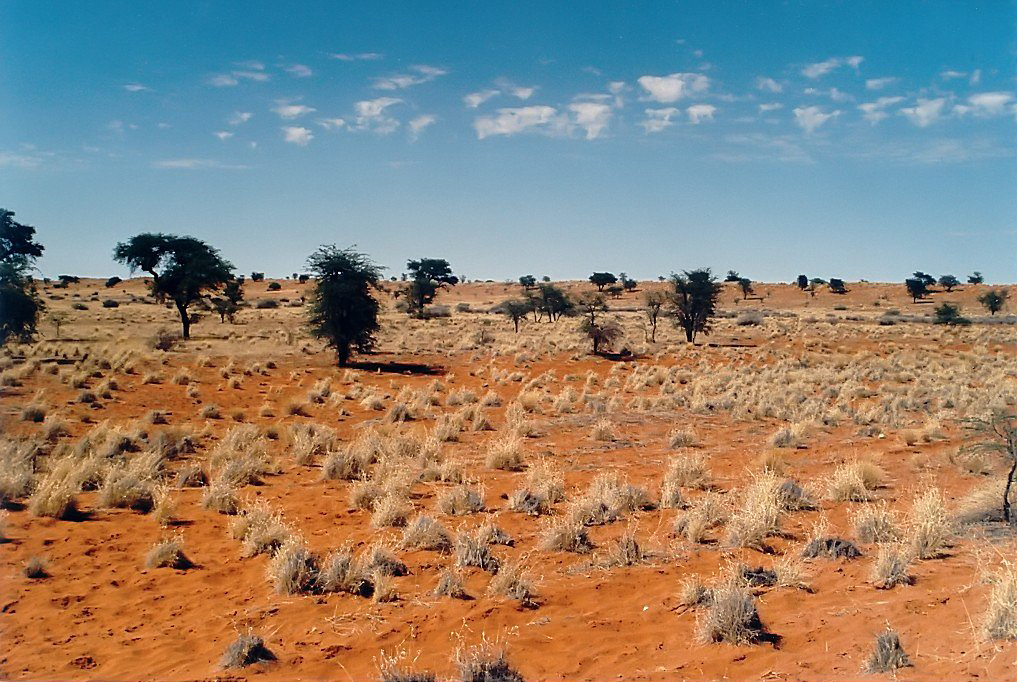
Пустеля Калахарі

Найбільше піднята і роздроблена східна окраїна Африки у межах активізованої ділянки платформи (Ефіопське нагір'я, Східно-Африканське плоскогір'я), де простягається складна система східно-африканських розломів. У піднятих областях Високої Африки найбільшу площу займають цокольні рівнини і цокольні брилові гори, що обрамляють западини Східної Африки (у тому числі Рувензорі) і Катанги. У Низькій Африці цокольні хребти і масиви простягаються уздовж узбережжя Гвінейської затоки, виступають у Сахарі (у нагір'ях Лхаггар, Тібесті, хребет Етбай). Лавові плато і конуси поширені на Ефіопському нагір'ї і в Східній Африці (Кіліманджаро, Кенія й ін.), вінчають вершини Ахаггара і Тібесті, є в Судані (гора Марра), Камеруні (вулкан Камерун, гори Адамава), перекривають Драконові гори в Лесото.

## Клімат
Розташування кліматичних зон симетричне — від зони екваторіального клімату з буйними вічнозеленими екваторіальними лісами із симетричними смугами тропічного клімату з розлогими пустелями (особливо на півночі), напівпустелями і саванами до субтропічного клімату і рослинності на крайньому півдні та півночі.

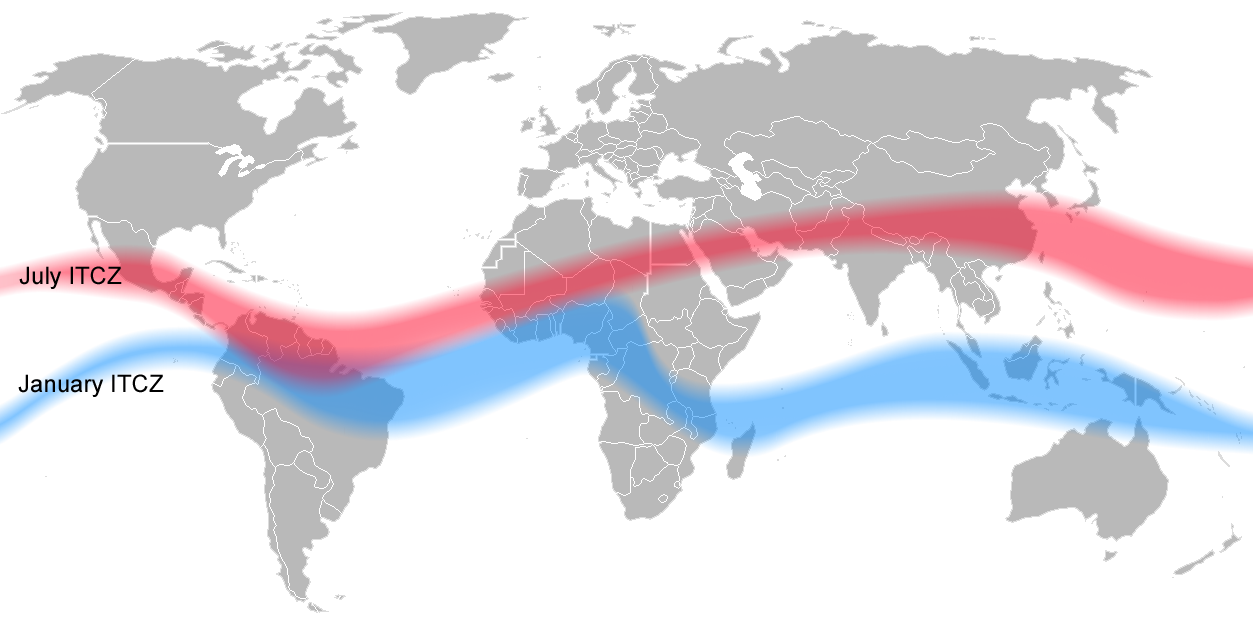
Зона екваторіальної конвергенції влітку (показана рожевим) і взимку (синім)
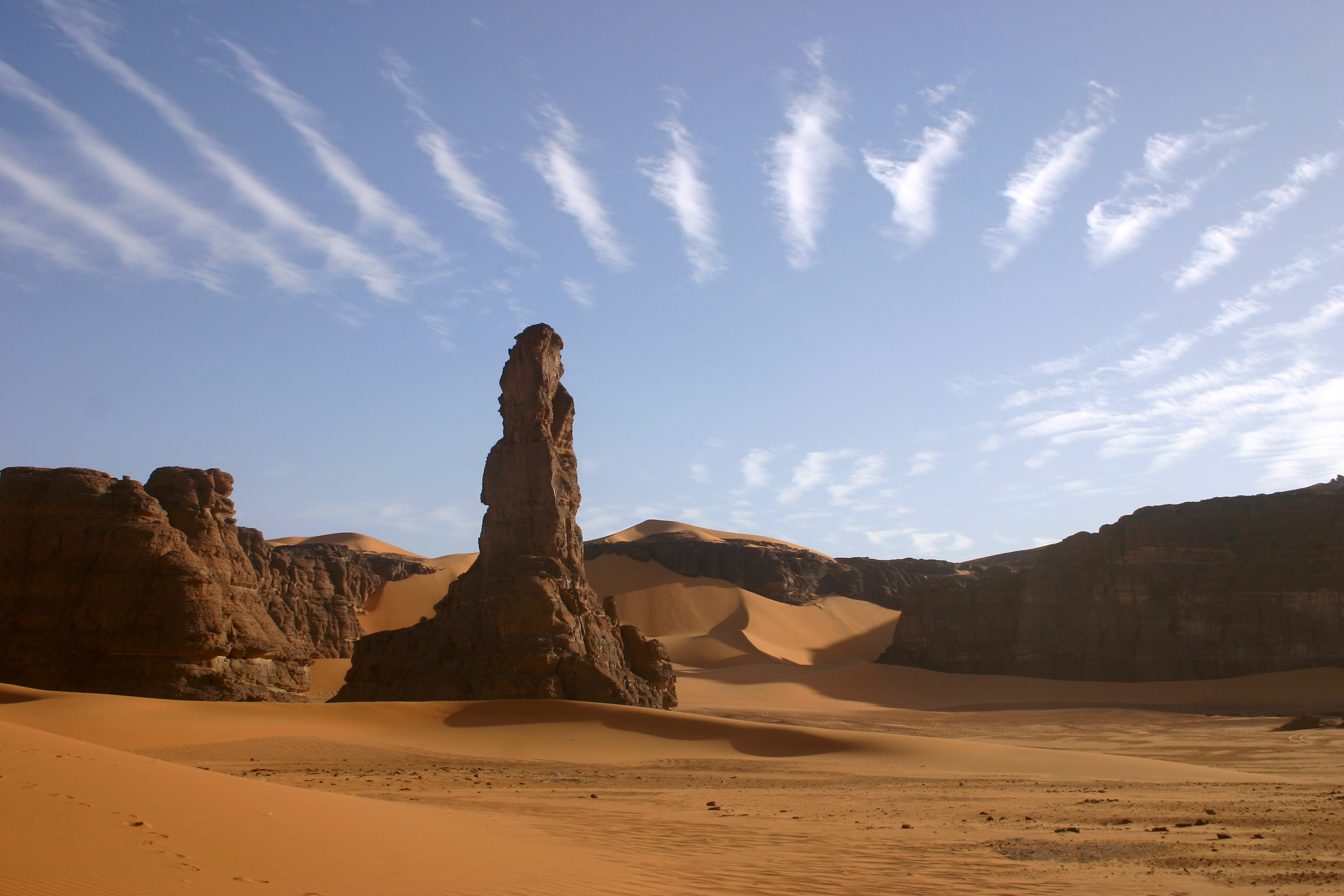
Хмарність над тропічними пустелями, Сахара, Тадрут, Алжир

## Внутрішні води
Сітка річок на континенті розміщена дуже нерівномірно. Величезні простори Сахари зовсім позбавлені постійних водотоків, у приекваторіальній смузі — густа сітка повноводних річок з широкими заболоченими долинами. Частина території А. належить до області внутр. стоку (пд. Сахара, Калахарі). Річки Африки належать до басейну Атлантичного ок. (р. Ніл — найбільша в Африці, в нижній течії перетинає Сахару і впадає в Середземне море, р. Нігер — впадає в Гвінейську затоку, р. Конго — найповноводніша в Африці) та до бас. Індійського ок. (р. Замбезі). Річки Африки протікають через різні кліматичні обл. і характеризуються складним режимом. Профіль рівноваги русла їх здебільшого невироблений, багато порогів і водоспадів (пороги на р. Нілі, водоспади Стенлі і Лівінгстона на Конго, 72 водоспади на Замбезі, найбільший з яких — водоспад Вікторія). Озера зосереджені в Східній Африці. Більшість з них тектонічного походження (Танганьїка, Ньяса, Рудольфа, Альберта, Ківу, Едуарда). Найбільше озеро А. — Вікторія (69,4 тис. км²). Воно займає прогин давнього фундаменту. В посушливих районах Африки є багато безстічних, мілководних озер, що часто змінюють свої обриси (Чад, Нгамі, «шотти» в Атлаських горах).
Для Африки в цілому характерний великий річний стік (5390 км³), за обсягом якого вона поступається лише Азії і Південній Америці. Річкова мережа найгустіша в екваторіальному кліматі; у пустелях і на піщаних рівнинах Калахарі річок майже немає. Континентальний вододіл проходить уздовж східної піднесеної частини Африки, у зв'язку з чим басейну Атлантичного океану належить 36,5 % площі Африки, басейну Індійського океану 18,48 %, басейну Середземного моря 14,88 %. Стік здійснюється в основному п'ятьма головними річками: Конго, Нілом, Нігером, Замбезі і Оранжевою, басейни яких охоплюють близько 1/3 площі Африки. З них Конго за обсягом річного стоку (1230 км') поступається лише Амазонці, а Ніл — найдовша річка на землі (6671 км). Безстічні басейни й області внутрішнього стоку охоплюють 30,5 % площі Африки. У результаті підвищення сухості клімату скорочувалися в розмірах або зникали стародавні озера, в які стікали стародавні річки.

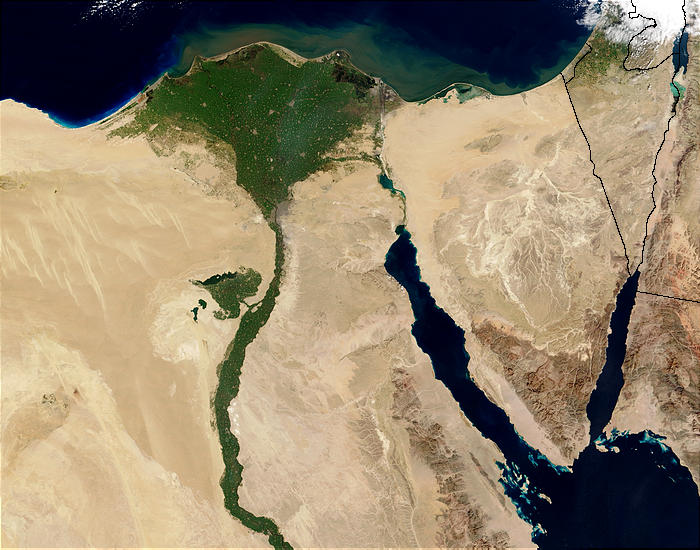
Дельта Нілу
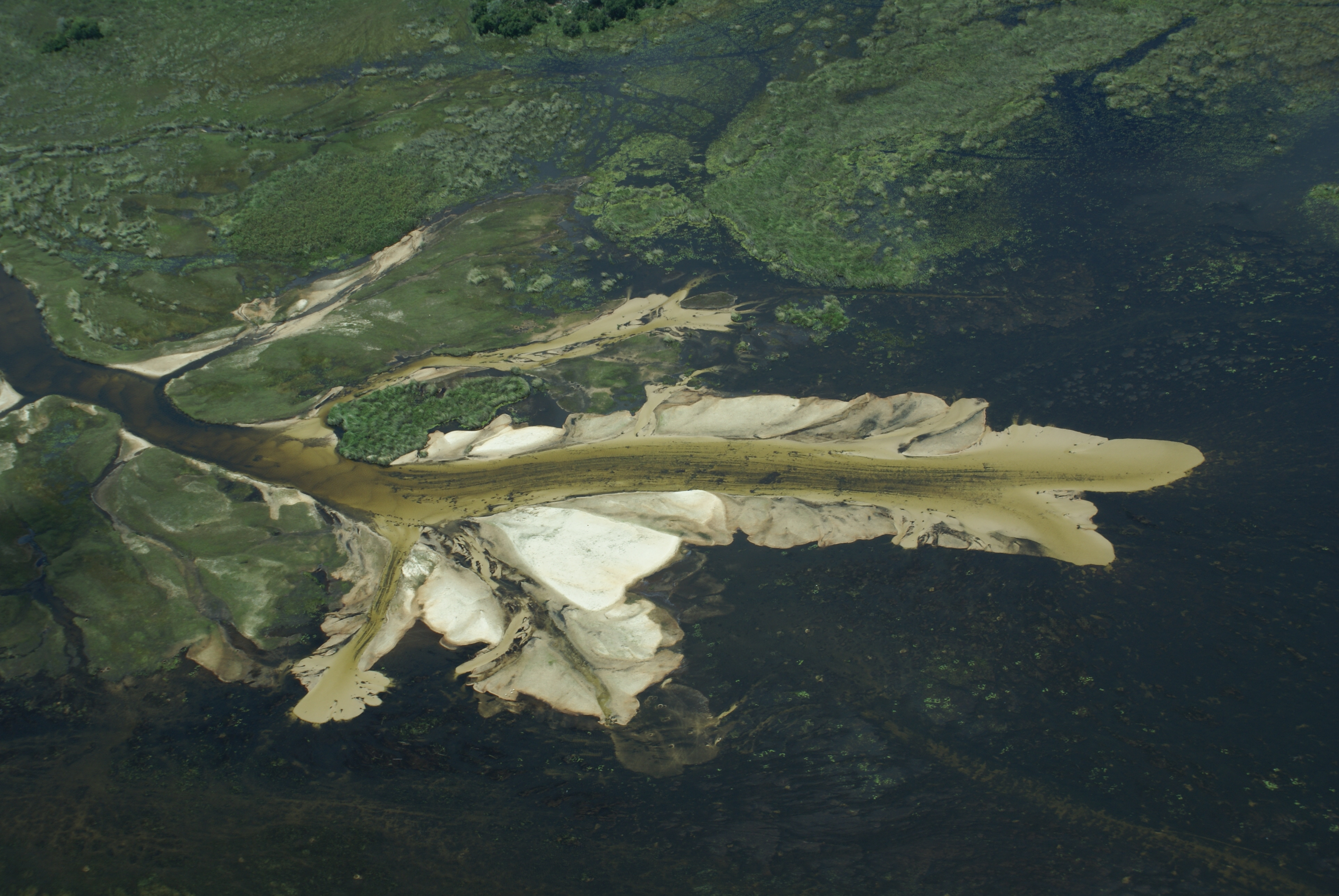
Дельта Окаванго
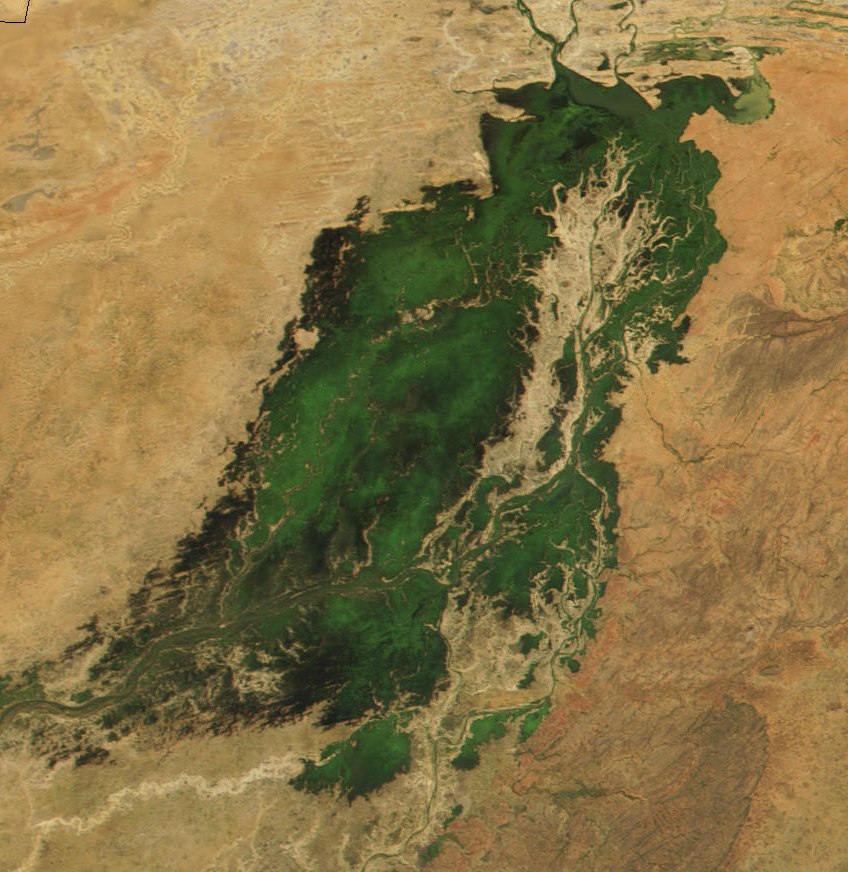
Внутрішня дельта Нігера

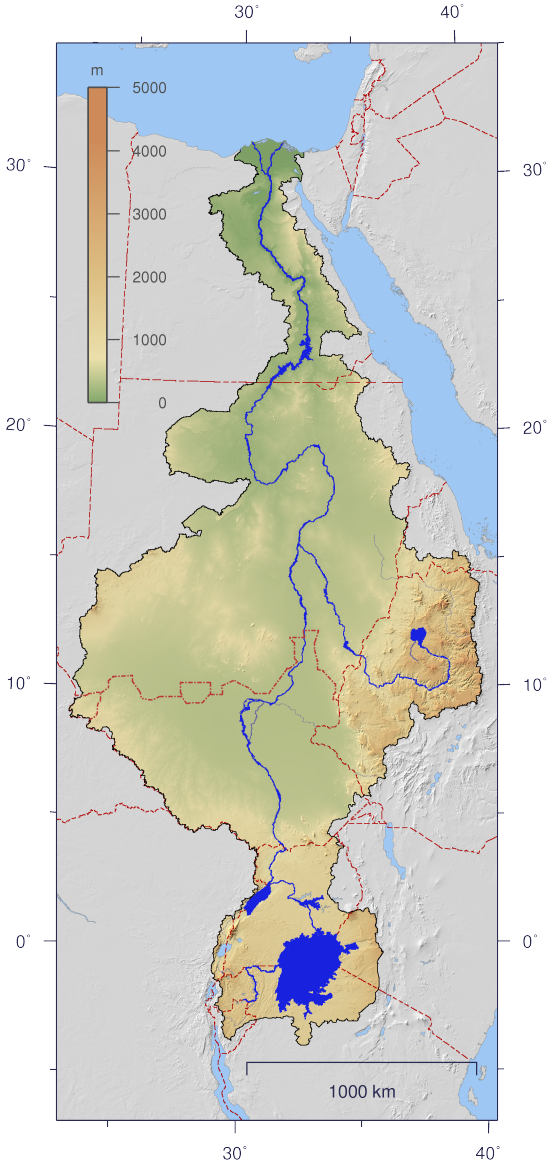
Басейн Нілу
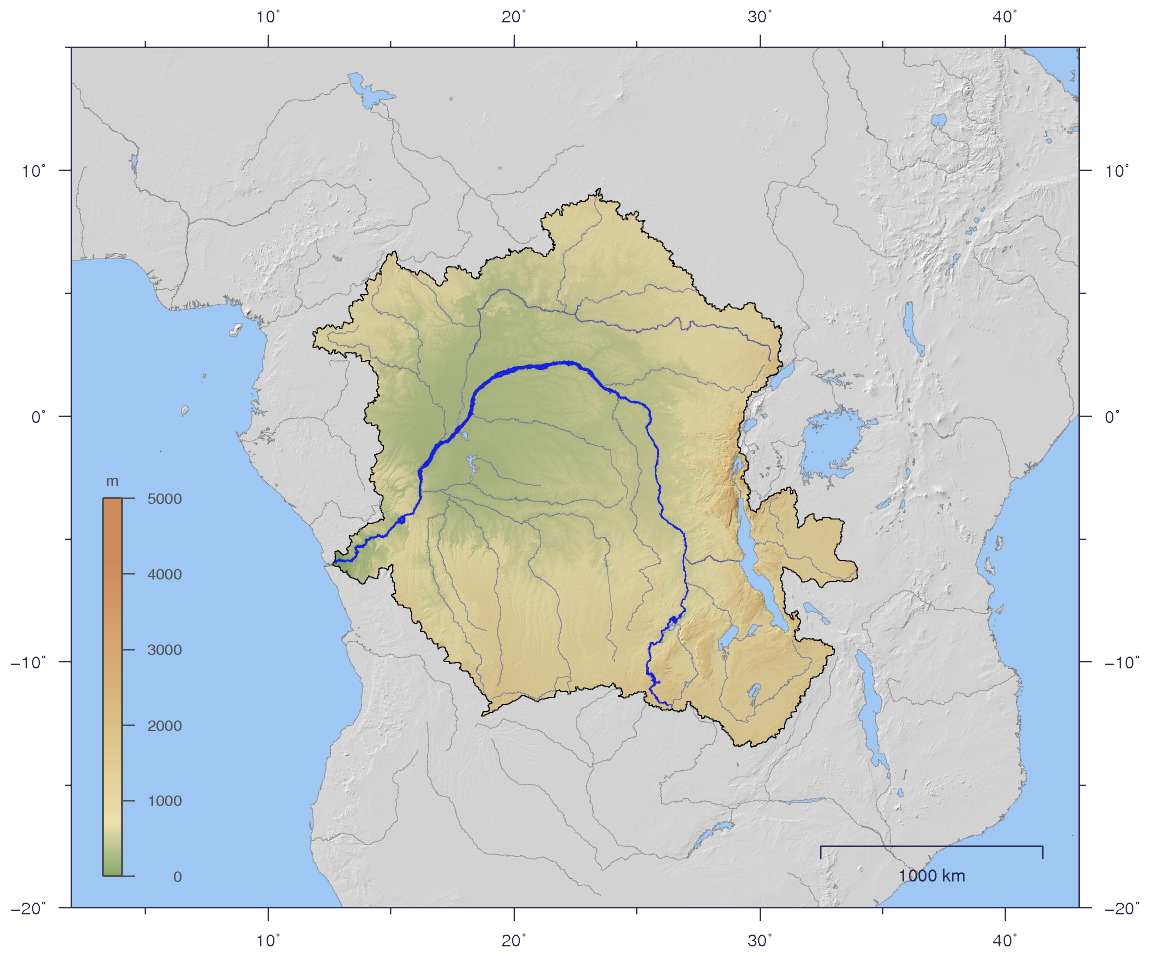
Басейн Конго
Басейн Замбезі
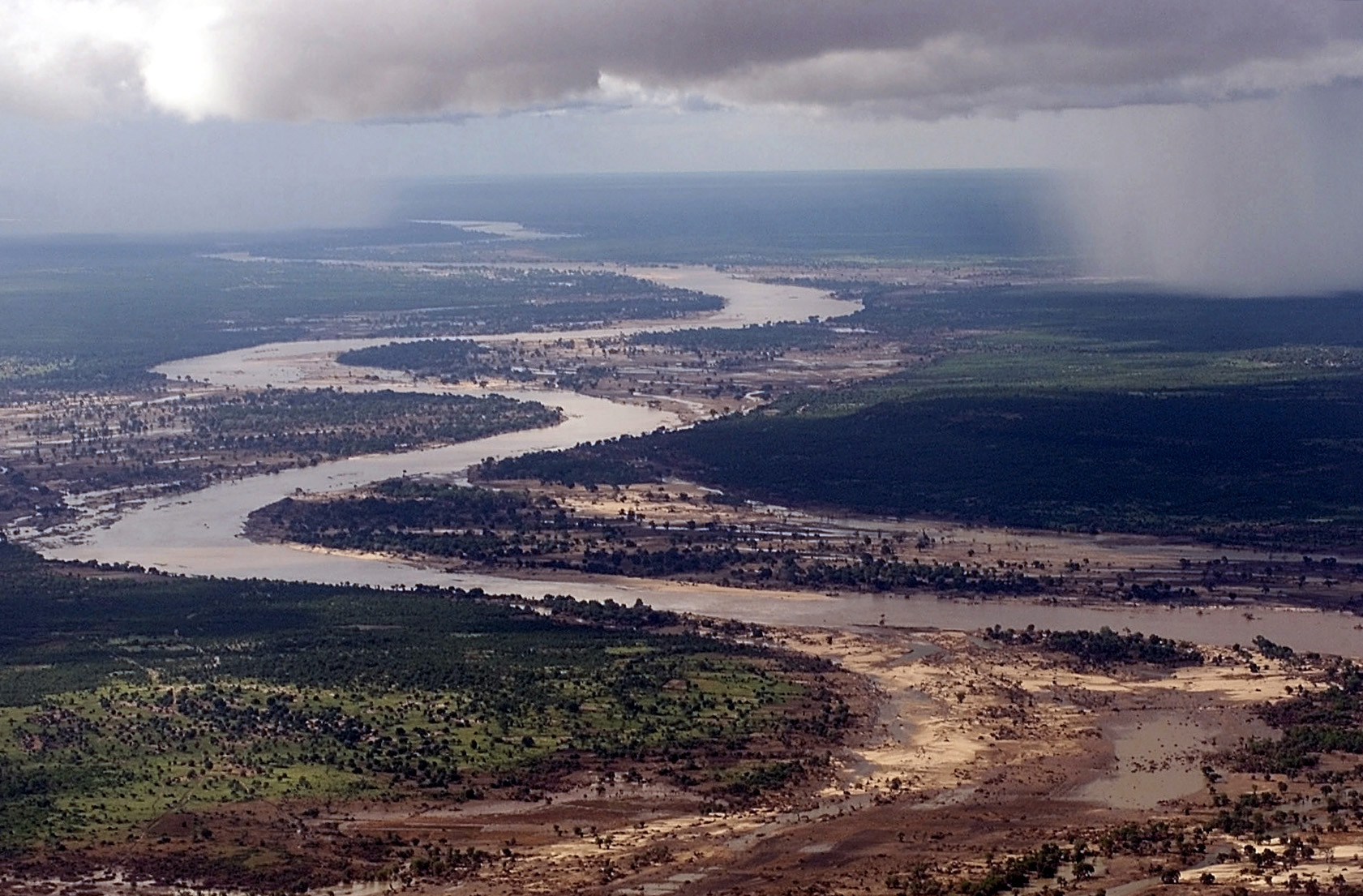
Лімпопо

Такі озера існували в Сахарі (Палеосахарське море й ін.), у Чадській улоговині (Палеочадське озеро). Живлення більшості річок переважно дощове. Ґрунтове живлення переважає у напівпустелях і пустелях. Розподіл поверхневого стоку дуже нерівномірний. Найбільшої величини шар стоку (1000—1500 мм на рік) сягає у районах надлишкового зволоження і виходів на поверхню кристалічних порід і латеритних шарів (північно-західне узбережжя Гвінейської затоки, східні схили Мадагаскару); у западині Конго шар стоку 500—600 мм. У субтропічних широтах стік збільшується до 200 мм. Майже всі річки Африки мають значні сезонні коливання стоку. У більшості річок стік буває переважно влітку і восени. Взимку стік переважає на північно-західних і південно-західних окраїнах, в областях з середземноморським кліматом. 37 % площі Африки має епізодичний стік.
Зрошувані землі становлять не більше 5 % всіх оброблюваних площ і зосереджені переважно у долинах Нілу (ПАР, Судан), Нігеру (Малі) і в ПАР. Транспортне значення річок Африки невелике через порожистість багатьох ділянок русл.
Найдовша в Африці і одна з найдовших у світі річка Ніл; численні озера, переважно тектонічного походження; у пустелях річки пересихають, утворюючи сухі русла (ваді), солоні озера (шотти) та великі запаси артезіанської води; 30 % площі континенту — безстічні території;

### Річки
В Африці виділяють річки таких типів: 1 — екваторіальний тільки з дощовим живленням і рівномірним стоком; 2 — суданський (найпоширеніший) з перевагою дощового живлення і літнього й осіннього стоків; 3 — сахарський, до якого належать тимчасові або епізодичні водотоки (у Сахарі називаються уедами); 4 — середземноморський з дощовим і частково сніговим живленням і різким скороченням або припиненням літнього стоку. Усі великі річки Африки — транзитні, мають складні режими. Майже всі великі озера Африки лежать у тектонічних западинах на Східно-Африканському плоскогір'ї; вони довгі, вузькі і дуже глибокі. Озеро Танганьїка — друге у світі за глибиною (1435 м) після Байкалу. Найбільше в Африці озеро Вікторія (площа 68 тис. км²) — друге після озера Верхнього (США) прісноводне водоймище Землі. Озеро Тана, утворене в результаті підгачування долини лавовим потоком, — найбільше на Ефіопському нагір'ї.

### Озера
В аридних областях Африки переважають реліктові озера внутрішнього стоку, з відносно невеликими глибинами, плоскими берегами, солоною водою (крім солонуватого озера Чад, що має підземний стік у западині Боделе). У північно-західній частині Сахари і в Атласі тимчасові солоні озера називаються шотами, або себхами. Ґрунтові води залягають на невеликих глибинах під руслами тимчасових водотоків; підземні утримуються головним чином у континентальних нижньокрейдових пісковиках Сахари і Північного Судану, у Південній Африці накопичуються у тріщинах корінних порід, у пісковиках і закарстованих вапняках системи Карру. За потенційними запасами гідроенергії (700 млн квт, близько 20 % світових) Африка поступається тільки Азії. Найбільшими запасами володіють басейни Конго (390 млн квт) і Замбезі (137 млн квт), але використовується менше 1 %. На території Африки, що одержує в середньому близько 800 мм опадів на рік, є можливість використовувати для зрошення поверхневі, ґрунтові і підземні води.

## Ґрунти
Для всієї Африки між тропіками характерний латеритний процес ґрунтоутворення. В екваторіальному кліматі під вологими вічнозеленими лісами розвинуті ґрунти червоно-жовті латеритні, для яких характерна хороша аерація і водопроникність. Лише в західній частині западини Конго, де стік річок дуже уповільнений, велику площу займають латеритні глейові і тропічні болотні ґрунти. З півночі і до півдня від зони червоно-жовтих ґрунтів лежать зони червоних ґрунтів, що розвиваються при сухому сезоні до 5 місяців під змішаними листопадно-вічнозеленими лісами і вологими саванами. На вододільних рівнинах у багатьох місцях ерозія оголює їх нижні горизонти, що насичені залозистими конкреціями й утворюють панцирні латеритні кори. При підвищенні сухості клімату під сухими саванами і напівпустелями з'являються червоно-бурі і червонясто-бурі ґрунти з карбонатними конкреціями. Найбільше вони розвинуті у Східній Африці у зв'язку з посушливістю її клімату.
В улоговинах Судану, Східної і Південної Африки значні площі займають чорні гідроморфні і тропічні болотні ґрунти. На півдні Східної Африки і в Південній Африці під рідколіссями знаходяться великі масиви червоно-коричневих ґрунтів, більш гумусованих, аніж ґрунти саван. Пустельний процес ґрунтоутворення протікає в субтропічних і тропічних пустелях. Ґрунти пустель примітивні, щебенисті або галечникові. Розвинуті стародавні сольові кори, що бронюють рельєф, і молоді, що утворюють солончаки. Ґрунти оаз — солончакові і лучно-солончакові. На субтропічних окраїнах Африки у середземноморському кліматі ґрунти коричневі (у вологіших районах) і сіро-коричневі (у сухіших), збагачені карбонатами і гіпсом. У напівпустелях і пустелях — сіроземи. На південному і південно-східному узбережжі в мусонних субтропіках у коричневих ґрунтах з'являється червонуватий нижній горизонт.
В Африці використовується близько 1/5 придатних для оранки земель, площа яких може бути розширена при дотриманні правильної агротехніки, оскільки поширена примітивна вирубно-вогнева система землеробства, що призводить до швидкого виснаження ґрунтів, зниження їхньої родючості і розвитку ерозії. Найродючіші чорні тропічні ґрунти, що дають гарні врожаї бавовнику і зернових, і ґрунти на вулканічних породах. Жовті, жовто-червоні ґрунти, що містять до 10 % гумусу, і червоні ґрунти з 2-3 % гумусу потребують регулярного внесення азотних, калійних, фосфорнокислих добрив. Коричневі ґрунти містять 4-7 % гумусу, але їх використання ускладнене переважним поширенням у горах і необхідністю зрошення при сухому літі.

## Рослинність

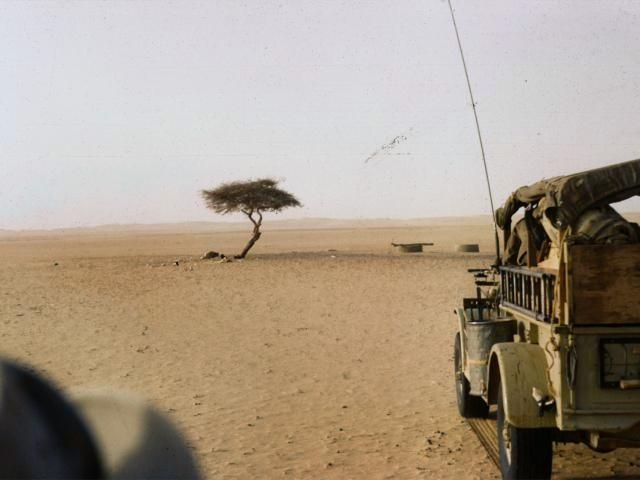
Дерево Тенере, Сахара
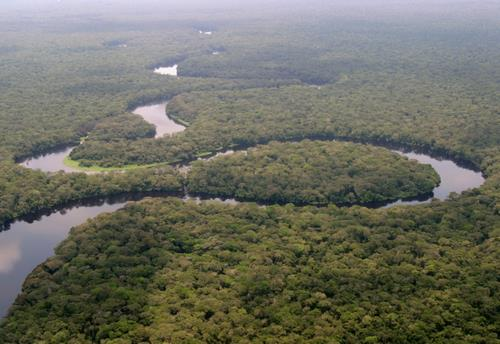
Салонга, ліси Конго
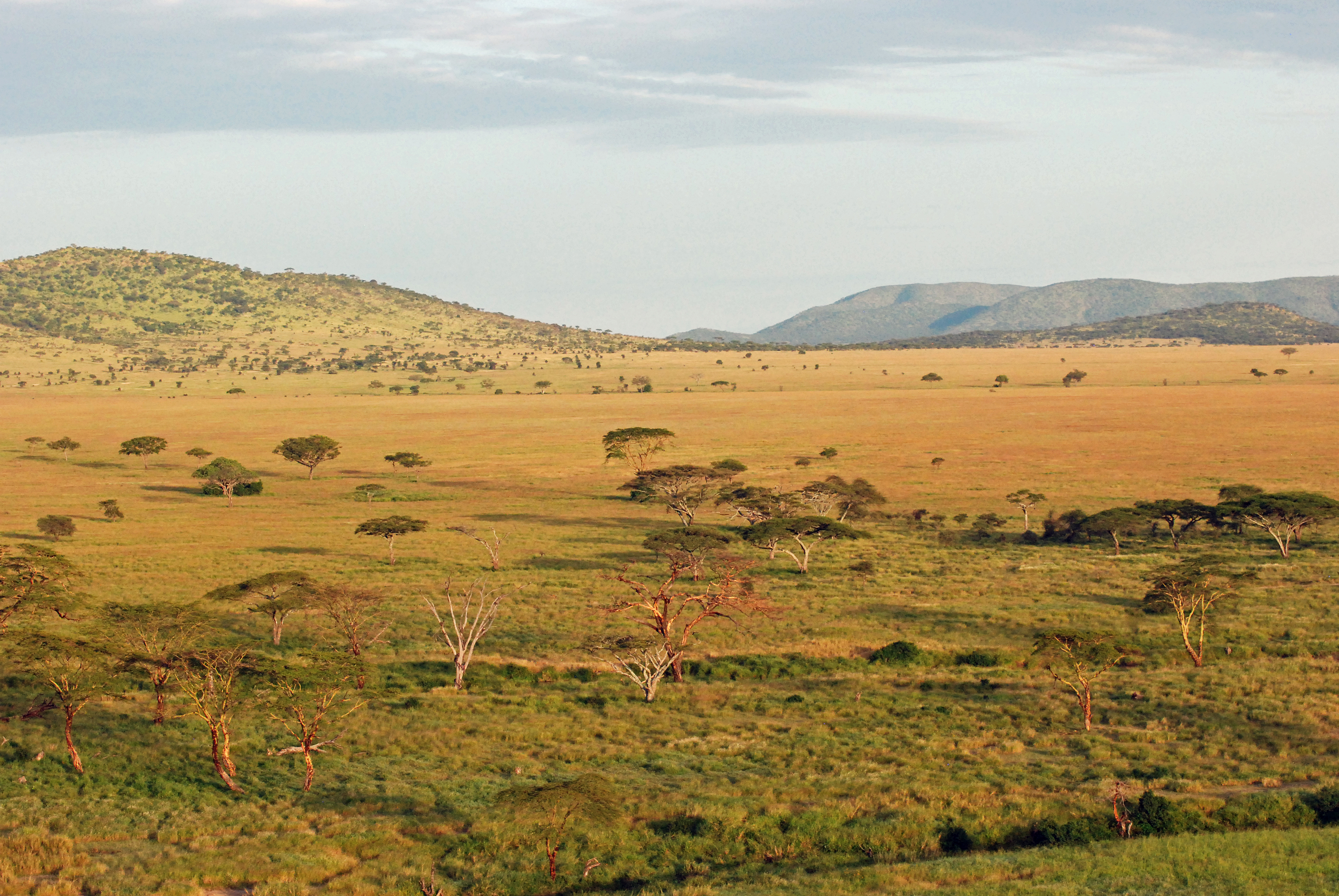
Савана, Танзанія
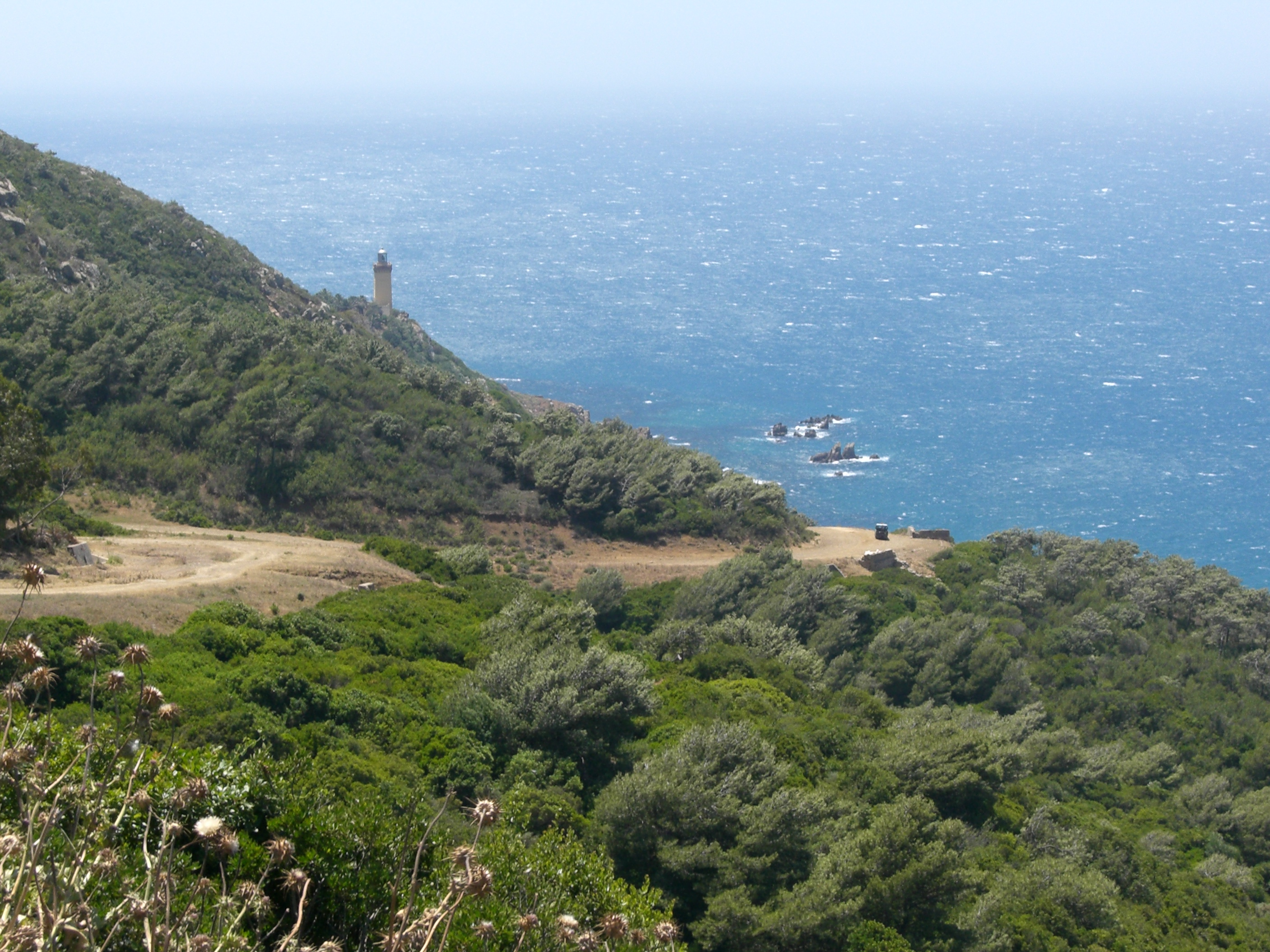
Маквіс середземноморського узбережжя

## Тваринний світ

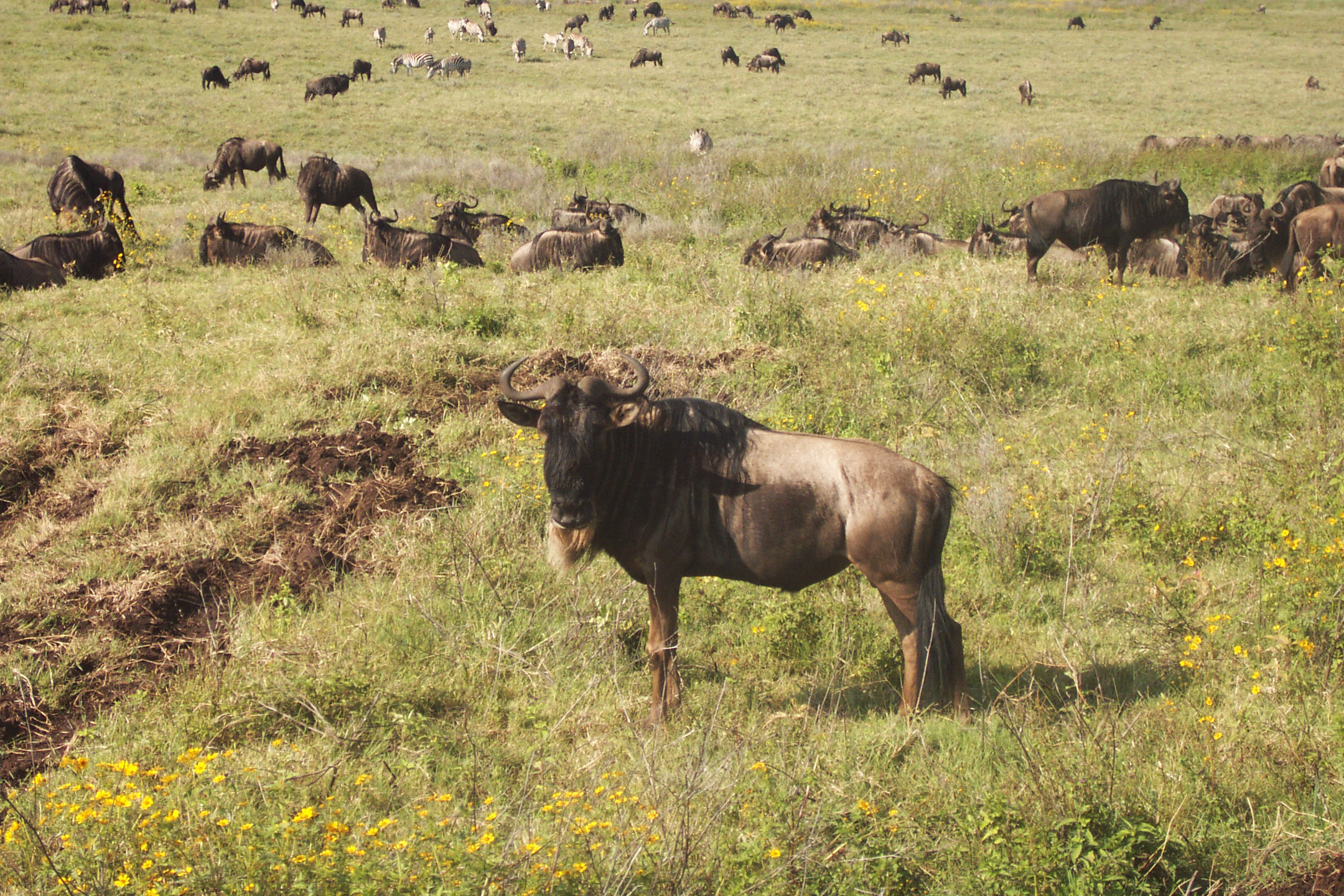
Антилопа гну

## Фізико-географічне районування
В Африці яскраво проявляється широтна зональність, природні зони послідовно змінюють одна одну від екватора на північ та південь. Розміщення природних зон на материку зумовлене кліматичними умовами, кліматоутворюючими факторами, в свою чергу, виступають географічна широта, висота поверхні над рівнем моря, морські течії, перерозподіл опадів залежно від характеристики рельєфу. Тому широтна зональність може порушуватись, тоді природні зони витягуються у меридіональному напрямку.
- Вологі екваторіальні ліси (гілея). Розташовані по обидва боки від екватора, в западині Конго та на узбережжі Гвінейської затоки.
- Сезонно-вологі ліси. Широка перехідна смуга між тропічними лісами із постійним зволоженням і зонами саван і чагарників із чітко вираженим сухим сезоном. Найбільші площі займають у Південній півкулі.
- Савани та рідколісся. Широка природна зона у субекваторіальній смузі із чітким сухим сезоном, який припадає на зимовий період. Сезон дощів пов'язаний зі зміною внутрішньотропічної зони конвергенції, яка рухається вслід за сонцем (літнє сонцестояння), і припадає на теплий сезон.
- Пустелі та напівпустелі. Розміщуються в тропічній зоні висхідних атмосферних потоків і на західних узбережжях континенту, що їх омивають холодні морські течії. Це найбільша пустеля світу — Сахара (північна частина континенту), прибережні пустелі червономорського та сомалійського узбережж, прибережна пустеля Наміб (на південно-західному узбережжі) та внутрішньоконтинентальна пустеля Калахарі (південь континенту).
- Твердолисті вічнозелені ліси і чагарники. Розташовані вузькими смугами на північно-західній та південно-східній околиці континенту й відокремлені від решти території високими горами.
- Області висотної поясності. Високогір'я Атлаських гір, Ефіопського нагір'я, гори Рувензорі, Драконові гори тощо.